# Folco de Baroncelli
Pour les articles homonymes, voir Baroncelli.

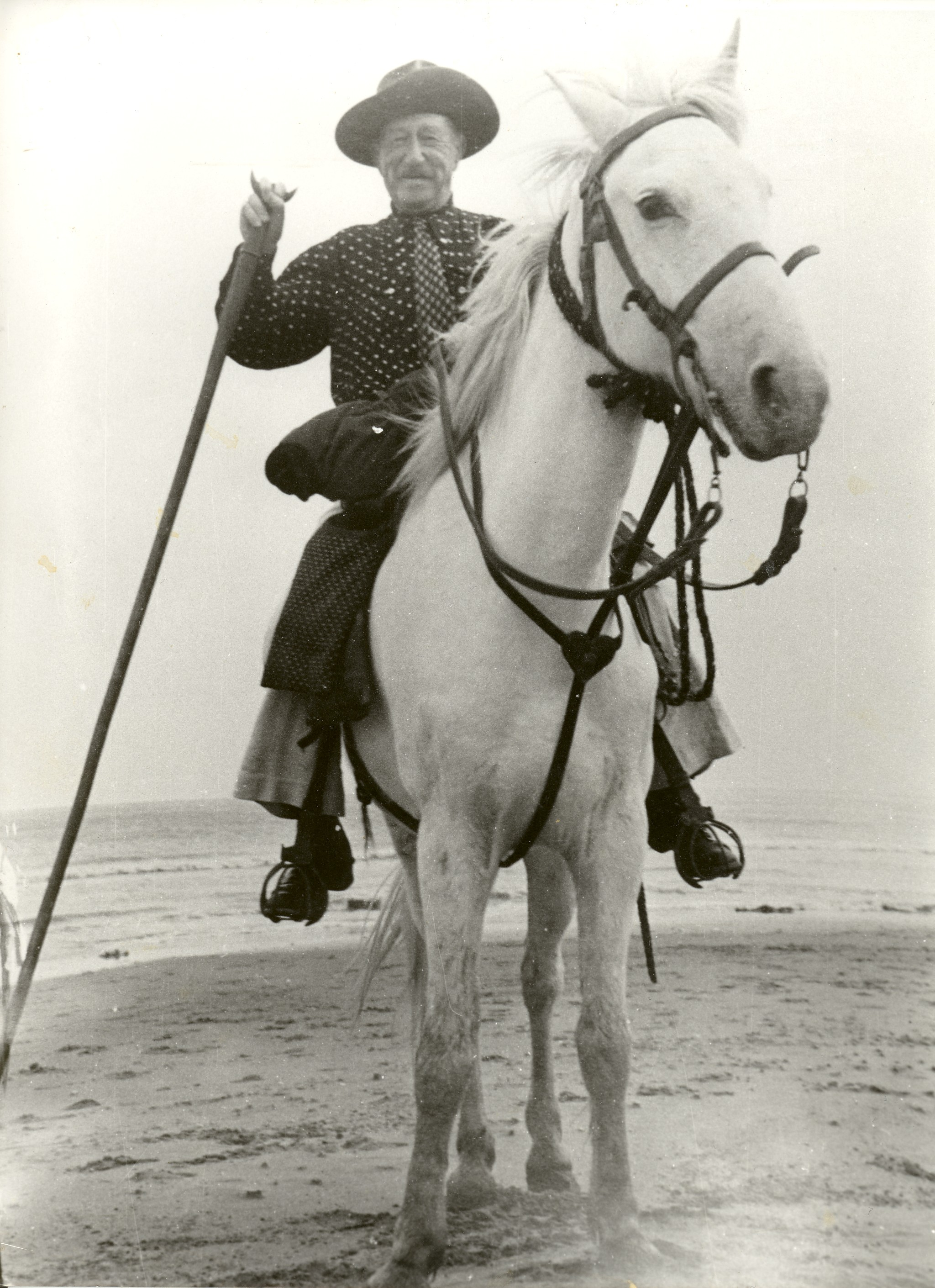
Le marquis de Baroncelli, en tenue de gardian.

Folco de Baroncelli (né le 1er novembre 1869 à Aix-en-Provence et mort le 15 décembre 1943 à Avignon) est un manadier et écrivain français.
Disciple de Frédéric Mistral et majoral du Félibrige, il est considéré comme l'« inventeur » de la Camargue à travers le western camarguais. Il en a exploité des traditions avérées et en a instauré de nouvelles en s'inspirant du Wild West Show de Buffalo Bill lors de son passage dans le Midi.

## Biographie

### Famille

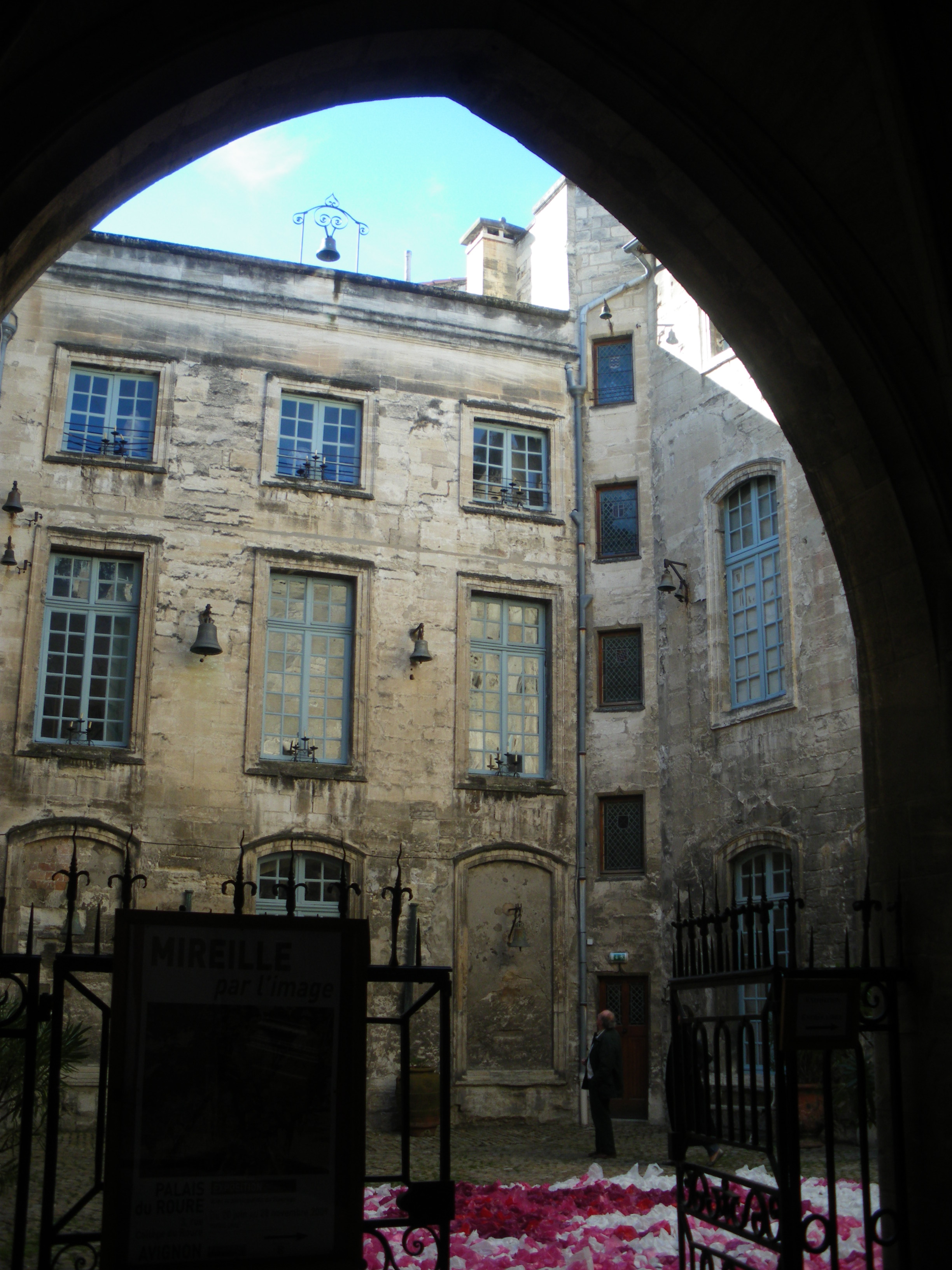
Palais du Roure à Avignon.

Marie Joseph Lucien Gabriel Folco de Baroncelli-Javon est né à Aix-en-Provence, mais sera baptisé à Avignon où demeurent ses parents.
Celui qui devait devenir « gentilhomme-gardian » appartient par son père, Raymond de Baroncelli, à une famille florentine remontant au XIIIe siècle et de tradition gibeline. La branche à laquelle il appartient s'est réfugiée en Provence au XVe siècle, après avoir fui la vengeance des Médicis. Sa famille possède depuis le début du XVIe siècle dans le diocèse de Carpentras, la seigneurie et le château de Javon ; toutefois le titre de marquis porté par le chef de famille n'est que de courtoisie. Leur principale demeure est située dans le centre d'Avignon et baptisée « hôtel de Baroncelli-Javon » avant d'être surnommée « palais du Roure » par Frédéric Mistral.
Il est le frère du cinéaste Jacques de Baroncelli et de Marguerite de Baroncelli, reine du Félibrige de 1906 à 1913, égérie du poète provençal Joseph d'Arbaud et épouse du peintre Georges Dufrénoy.
Le père de Folco de Baroncelli est attaché à la direction des Postes à Aix-en-Provence puis est nommé chef de station à la Direction des Postes de Nîmes.

### Jeunesse et études
Durant une quinzaine d'années, le jeune Folco poursuit ses études au collège de la maîtrise épiscopale de Nîmes. Il passe son enfance à Bouillargues mais surtout au Château de Bellecôte près de Nîmes, chez sa grand-mère, la comtesse de Chazelle. C'est là qu'il va entendre parler provençal et rencontrer les gardians venus de Camargue pour mener les taureaux aux courses de Bouillargues.

### Engagement auprès du Félibrige
Revenu dans la demeure familiale d'Avignon alors capitale des félibres, le jeune Folco y rencontre Roumanille, dont la librairie était voisine de l'Hôtel de Javon, et Mistral en 1889. Il s'enthousiasme pour la langue provençale qu'il introduit dans son milieu familial, par essence aristocratique, même s'il prétendit par la suite que « les Baroncelli avaient toujours pratiqué le provençal dans leur vie courante ». Dès 1890, il publie un premier ouvrage en provençal, la nouvelle Babali. Conscient que son nouvel ami porte un nom prestigieux qui servirait la cause provençale, Mistral lui confie l'année suivante la direction de son journal L'Aiòli. En 1905, il devient majoral du Félibrige, mais démissionne en 1926.

### Le mas de l'Amarée
En 1895, lou Marqués (le Marquis), comme on l'appellera désormais, se rend en Camargue et monte une manade, la Manado Santenco (la Manade saintine), aux Saintes-Maries-de-la-Mer. Peu de temps auparavant, le 7 février 1895, il avait épousé Henriette Constantin, fille d'Henri Constantin, propriétaire du Domaine des Fines Roches à Châteauneuf-du-Pape. De ce mariage naitront trois filles bien que leur vie commune soit épisodique, sa femme supportant mal le rude climat camarguais. Néanmoins, le 30 juillet 1899, il s'installe définitivement aux Saintes-Maries-de-la-Mer sur la petite route du Sauvage, au Mas de l’Amarée,, comme locataire du propriétaire d’alors, Monsieur Allègre.

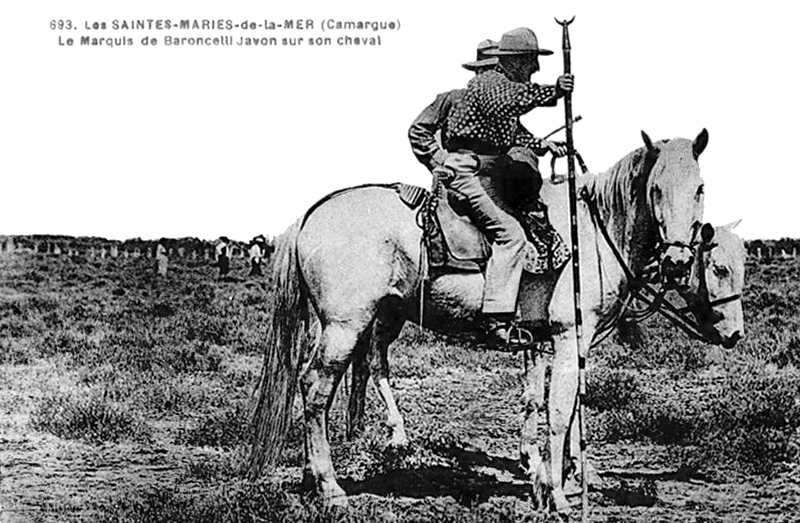
Le marquis de Baroncelli, en tenue de gardian, observant son troupeau dans sa manade aux Saintes-Maries-de-la-Mer au début des années 1900.

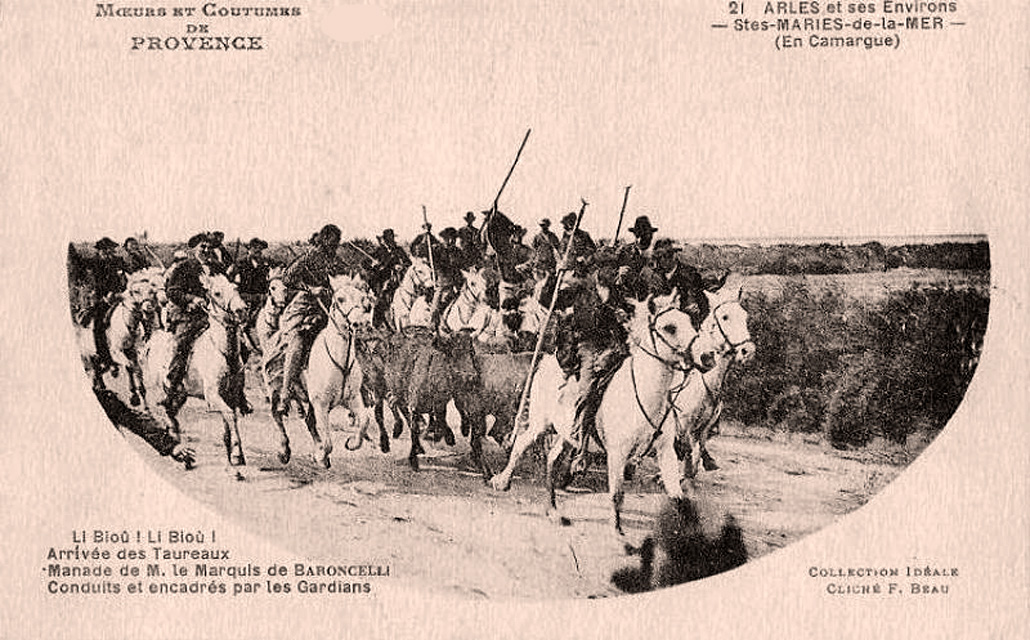
Manade du Marquis Folco de Baroncelli lors d'une abrivade, vers 1900-1910.

En 1905, il fait connaissance à Paris de Joe Hamman, qui lui présente Buffalo Bill, ainsi que l'indien Jacob White Eyes avec qui il entretiendra une correspondance de presque 20 ans,,, à l'occasion d'une représentation de la tournée de sa troupe américaine en Europe. Baroncelli propose à Buffalo Bill les services de ses gardians qui participent avec les Indiens et les cows-boys aux spectacles que Buffalo Bill organise alors dans le cadre de son Wild West Show. Il y trouvera l'inspiration pour créer ses jeux de gardians. À partir de 1909, Baroncelli met à la disposition d'Hamman ses gardians et ses taureaux pour ses films faits en Camargue, qui seront parmi les premiers Westerns tournés, outre ceux réalisés aux États-Unis.
En septembre 1907, les crues liées aux orages du 27 de ce mois noient une partie de sa manade.
En mai 1908, il rencontre à Arles, l'industriel Jules Charles-Roux et la femme de lettres Jeanne de Flandreysy à l'occasion du tournage de la première version cinématographique de Mireille. Cette rencontre avec Jeanne de Flandreysy, déjà aperçue quatre ans plus tôt à Valence, le marque à jamais. Il tombe amoureux de cette belle, mais très indépendante femme, véritable égérie provençale. Si leur relation amoureuse fut brève, leur amitié dura jusqu'à la mort du marquis.

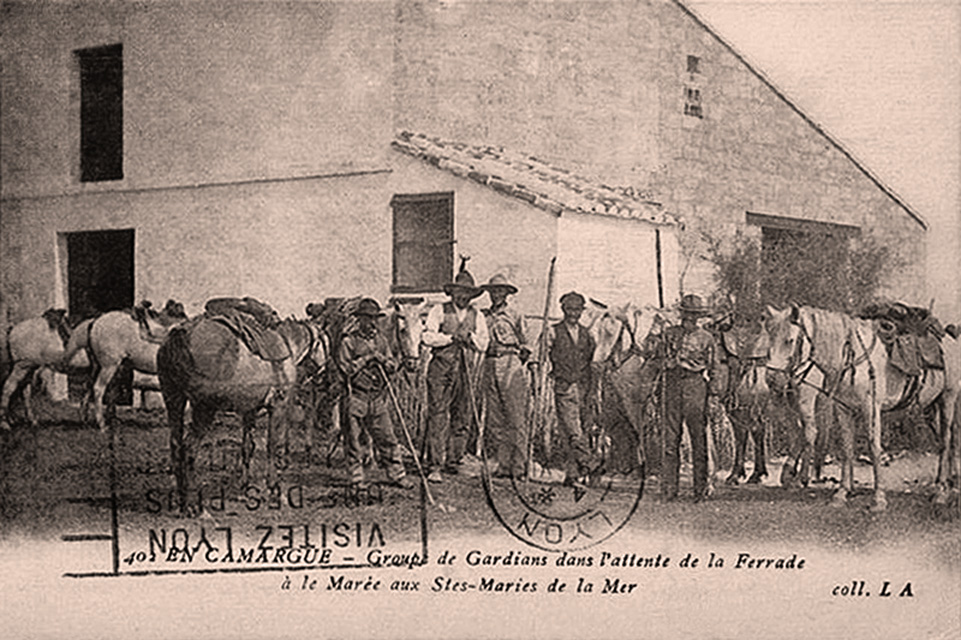
En attente de la ferrade au Mas de l'Amarée.

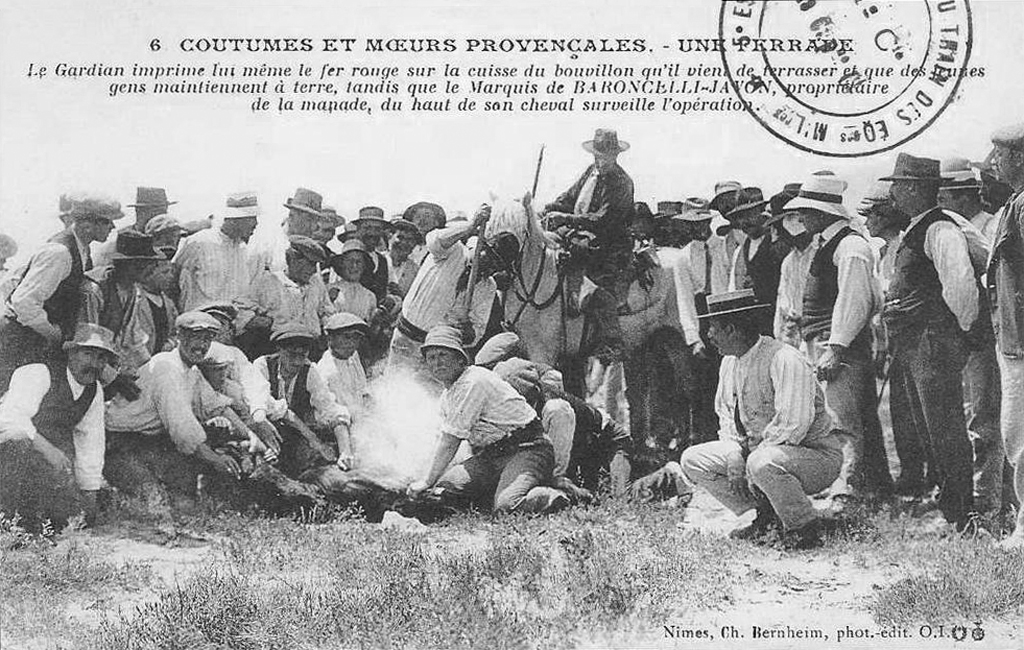
Ferrade sous la supervision du marquis de Baroncelli.

Dès le début du XXe siècle, le marquis s’attelle avec d’autres à la reconquête de la pure race Camargue, tout comme il participe activement à la codification de la course camarguaise naissante. La sélection draconienne qu'il opère est récompensée par son taureau Prouvènço, historique cocardier qui déchaîne les foules, baptisé ainsi autant pour ses qualités esthétiques que ses aptitudes combatives.

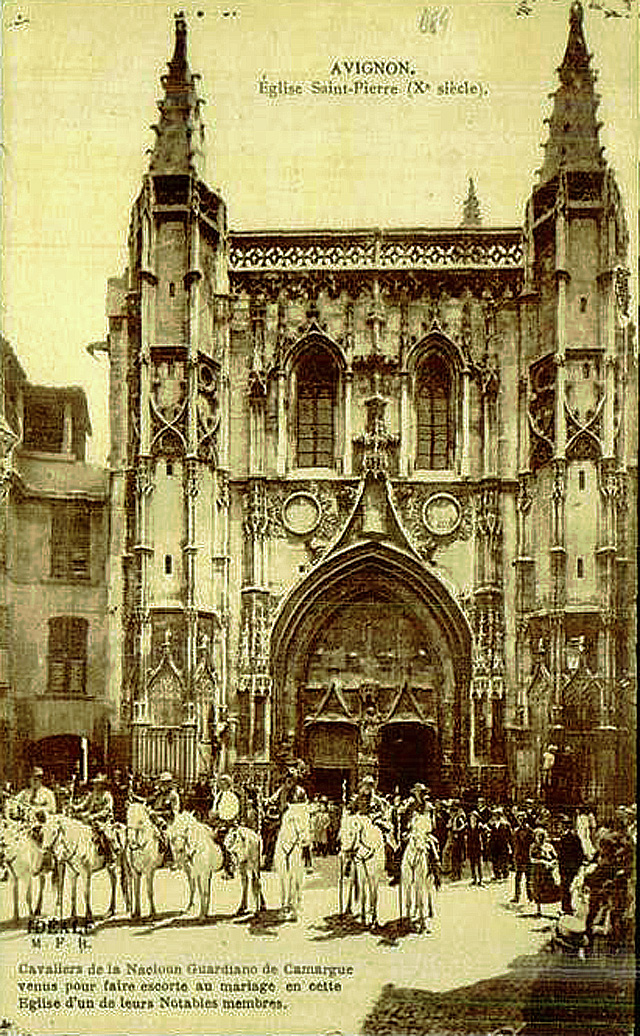
La Naciouin gardiano devant l'église Saint-Pierre d'Avignon.

Le 16 septembre 1909, en remplacement du Coumitat Virginien dissout, il crée l'association Nacioun gardiano (« Nation gardiane ») pour défendre et maintenir les traditions camarguaises. Il avait aussi participé à la sauvegarde de la Confrérie des Gardians de Saint-Georges, fondée à Arles en 1512 et qui était menacée de disparition.
Mobilisé de la guerre de 1914-1918, il est profondément affecté par les carnages. À la suite de propos prétendument « anti-militaristes » qu'il aurait proférés et qui furent dénoncés, il est affecté à la garde du détachement des prisonniers de guerre internés au fort de Peccais près d'Aigues-Mortes. En 1917, sur attestation du maire des Saintes-Maries, il est considéré comme exploitant agricole et autorisé à séjourner au mas de l'Amarée pour les nécessités de son élevage.
À la fin de la Guerre, le 18 avril 1918, Jeanne de Flandreysy, associée à son père Étienne Mellier, rachète le palais du Roure, vendu par le marquis et ses frères et sœurs à la mort de leur mère. Ce palais, maison historique et familiale des Baroncelli, avait été mis en vente au cours de l'été 1907 puis vendu le 15 mai 1909 à la société Immobilière de Vaucluse qui en avait dispersé la plupart des trésors, dont de superbes boiseries. C'est à cette époque que Jeanne de Flandreysy l’incite à écrire.
Le 17 octobre 1921, à Nîmes, il conduit la « Levée des Tridents », à la tête des membres de la Nacioun gardiano et en compagnie de son ami Bernard de Montaut-Manse, pour protester contre l'interdiction des corridas. Il s'agit d'un défilé pacifique comme le montrent les photographies de l'époque. Bernard de Montaut-Manse réussit à faire débouter la SPA de son action en justice contre les corridas à Nîmes.
En 1924, il demande à l'illustrateur Hermann-Paul de concevoir et dessiner la croix camarguaise, dont le modèle est réalisé par Joseph Barbanson, forgeron aux Saintes-Maries-de-la-Mer. La croix est inaugurée le 7 juillet 1926 sur un terre-plein de l’ancienne sortie sud-est de la cité camarguaise. À cette fête sont présents de nombreuses personnalités et les amis du marquis de Baroncelli : le poète Joseph d'Arbaud, Rul d'Elly, Maguy Hugo (la petite-fille de Victor Hugo), Madame de la Garanderie, Fanfonne Guillierme, la famille des éditeurs Aubanel, et Hermann-Paul.

### Le mas duSimbèu

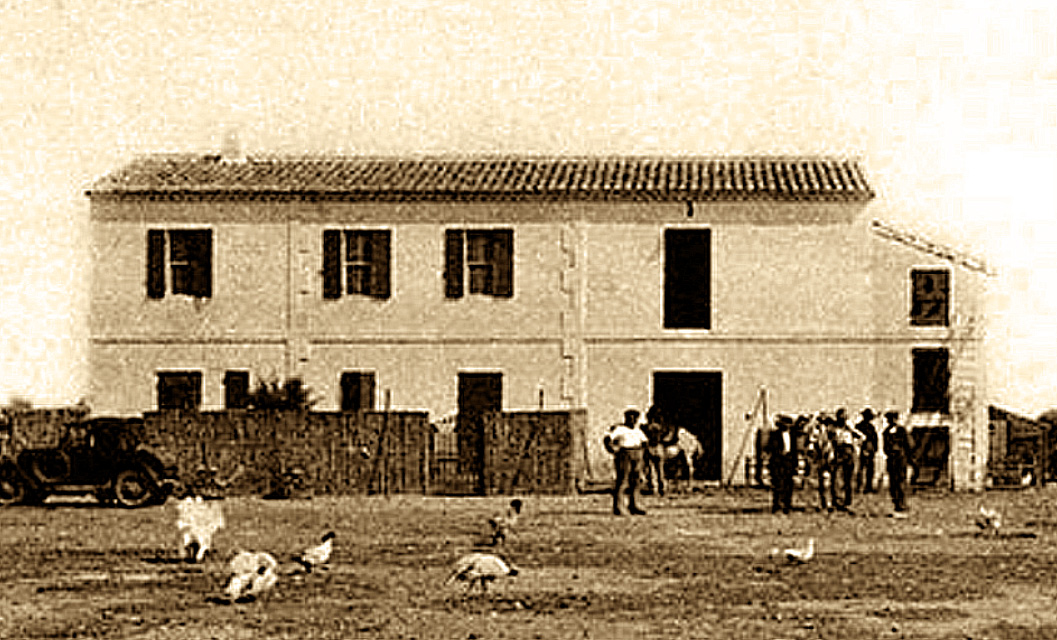
Mas du Simbèu, réplique exacte du mas de l'Amarée, dans les années 1930.

Toutefois, les problèmes financiers s’accumulent et en 1930, désargenté, il doit quitter le mas de l'Amarée dont il n'est que locataire. Les Saintois se cotisent alors et lui offrent un terrain sur lequel il construit une réplique du mas de l'Amarée, le mas du Simbèu (littéralement « signe », « enseigne », « point de mire », nom donné au vieux taureau, chef du troupeau) ; le 1er octobre 1931 à minuit, il quitte l’Amarée pour le Simbèu. Le nouvel édifice reprend la disposition des lieux de son modèle (pour le rez-de-chaussée : à gauche, la cuisine, au centre la salle à manger avec la porte d'entrée, à droite l'écurie ; pour l'étage : à gauche et au milieu, les chambres, à droite la fenière).
Dans les années 1930, il dénonce le projet d'assèchement du Vaccarès, se bat pour la création d'une réserve en faisant valoir l'importance à venir du tourisme et manifeste pour le maintien des courses camarguaises. Il témoigne aussi en faveur du maire communiste des Saintes-Maries-de-la-Mer, Esprit Pioch, et prend parti dans la guerre d’Espagne pour les Républicains espagnols. Il soutient également les gitans et leur pèlerinage. À sa demande, l’Archevêque d’Aix, Monseigneur Roques, tolère que la statue de Sara, patronne des gitans, soit amenée jusqu’à la mer, ce qui est réalisé, pour la première fois, le 25 mai 1935. Toutefois, ce n’est qu’à partir de 1953 que des prêtres participeront à cette procession.

### «Le crépuscule du Marquis»
En février 1935, il tombe gravement malade puis est très affecté par le décès de son épouse, survenu le 8 août 1936. En 1938, à nouveau gravement malade, il est transporté d’urgence au centre médical de Nîmes. Et à la veille de la guerre, en février 1939, c’est la fin de sa manade. En 1940, il proteste auprès de Daladier après des manœuvres de tirs d'avions dans le Vaccarès.
Lors de leur arrivée en zone libre en 1942, les Allemands s'installent, dès le 16 novembre 1942, dans son mas du Simbèu, réquisitionné en janvier 1943. Finalement, le 17 février, le marquis de Baroncelli en est expulsé et s’installe dans le village même des Saintes, chez sa fille, dans l'ancienne maison d'Herman-Paul. Au bout de quelques mois, souffrant des suites d'un coup de pied de cheval, il va vivre dans l'hôtel de la famille Aubanel à Avignon, il y reçoit l’extrême onction et meurt le 15 décembre, peu avant 13 heures.

### Tombeau

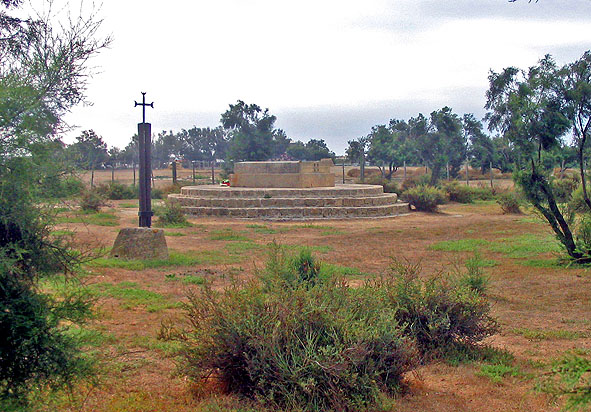
Tombeau du marquis de Baroncelli à l'emplacement de son mas lou Simbèu aux Saintes-Maries-de-la-Mer.

Son mas Lou Simbèu est détruit à l'explosif en 1944 par les troupes allemandes lorsqu'elles quittent la région. Il n'aura duré que 13 ans. Le 21 juillet 1951, les cendres du Marqués sont transférées dans un tombeau à l’endroit même où se trouvait le mas du Simbèu mais son cœur est placé dans la chapelle de ses ancêtres, au palais du Roure, ancien hôtel de Baroncelli-Javon. Lors de ce transfert, alors que le convoi funèbre longe les prés, les taureaux de son ancienne manade se regroupent et suivent lentement le cortège, comme accompagnant leur maître une dernière fois. Ainsi, selon sa volonté — « lorsque je serai mort, quand le temps sera venu, amenez mon corps dans la terre du Simbèu, ma tête posée au foyer de ma vie, mon corps tourné vers l'église des Saintes, c'est ici que je veux dormir » — le marquis repose sur les lieux de son dernier mas. Dans son livre de souvenirs En Camargue avec Baroncelli, René Baranger décrit ainsi le mausolée : « C'est une dalle de pierre claire, reposant sur un support de trois marches circulaires ». Les pierres en seraient celles de son mas démoli.

### Legs et hommages
Selon le professeur américain Robert Zaretsky, Folco de Baroncelli a contribué à transformer la Camargue, jusque-là étendue sauvage et désolée, en une nature ordonnée et apprivoisée, devenue parc naturel et l'une des destinations de vacances les plus courues. « À l'instar de Claude François Denecourt, l'« inventeur » de la forêt de Fontainebleau, Baroncelli est pour la Camargue, le génie des lieux ». Et d'ajouter : « poète médiocre devenu manadier, révolutionnaire indécis devenu homme de spectacle, régionaliste mué en bricoleur de l'histoire et du folklore camarguais, Baroncelli a participé à la création de la France moderne ».
Le musée des Saintes-Maries-de-la-Mer lui est en partie consacré et porte son nom.

## Œuvre
- Blad de Luno (Blé de Lune), préface de Frédéric Mistral, Paris (Lemerre) et Avignon (Roumanille), 1909, 155 pages, recueil de poèmes bilingues provençal-français contenant : Les deux veuves ; Préface ; La cavale de Grégoire XI ; Le nombre 7 et la Provence ; Le jour de la Saint-André (30 novembre) et les Pénitents gris d'Avignon ; Politesse provençale ; La Madone du Château de Bellecôte ; La chèvre d'or ; La chasse au perdreau en Camargue ; Les chevaux camarguais ; Le grand loup ; Bauduc ; La Madone de l'hôtel de Javon ; Valence, cité cavare et provençale.

- Babali, Nouvello prouvençalo, préface de Frédéric Mistral, Paris, Lemerre, et Avignon, Roumanille, bilingue provençal-français, 1910, 53 pages, 33 illustrations, 8 reproductions d'aquarelles inédites de Ivan Pranishnikoff, Teissère de Valdrôme, Roux-Renard, Morice Viel et 4 lettrines de Louis Ollier [lire en ligne] (Version de 1890 [lire en ligne]).

- Les Bohémiens des Saintes-Maries-de-la-mer, Paris, Lemerre, traduit du provençal, 1910, 32 pages, fig. en noir et en couleur.

- L'élevage en Camargue Le Taureau (tiré-à-part des travaux du 5e Congrès du Rhône), Tain-Tournon, Éd. Union Générale des Rhodaniens, 1931, 14 pages.

- Souto la tiaro d'Avignoun - Sous la tiare d'Avignon, Société Anonyme de l'Imprimerie Rey, Lyon, 1935.

### Documentaire
- Vincent Froehly, L’invention de la Camargue ou la véritable histoire du légendaire marquis de Baroncelli, Supermouche Productions, 2017, 52 minutes[38].